# Dương Bích Liên
Dương Bích Liên (17 tháng 7 năm 1924 – 12 tháng 12 năm 1988) là một họa sĩ Việt Nam. Ông đặc biệt thành công với những tác phẩm về chân dung thiếu nữ (Phố Phái, gái Liên). Dương Bích Liên là một trong nhóm tứ kiệt của làng hội họa Việt Nam: Nghiêm, Liên, Sáng, Phái.

## Tiểu sử

#### Xuất thân
Dương Bích Liên sinh tại Hà Nội trong một gia đình trí thức quan lại. Ông là con trai thứ hai của một quan tri phủ (ông có anh và một em gái, một em trai). Quê gốc của ông ở làng Phú Thị, tổng Mễ Sở, phủ Khoái Châu (nay là thôn Phú Thị, xã Mễ Sở, huyện Văn Giang, tỉnh Hưng Yên). Dòng họ Dương của ông ở Khoái Châu có truyền thống hiếu học, thời nào cũng có văn nhân khoa bảng và những người đỗ đạt cao. Bác ruột của ông là cử nhân Dương Bá Trạc, chí sĩ yêu nước của phong trào Đông Kinh nghĩa thục.

#### Bước ngoặt
Xuất thân trong một gia đình quyền thế và giàu có, nhưng năm 17 tuổi, ông trở nên yêu thích nghệ thuật, nảy ra ý muốn từ bỏ cảnh sống giàu sang để chạy theo cuộc đời gió bụi.
Năm 1941, Dương Bích Liên gặp họa sĩ Hoàng Lập Ngôn. Khi đó Hoàng Lập Ngôn vừa thiết kế xong chiếc xe ngựa và đặt tên cho chiếc xe tự chế của mình là Nhà Lăn Mê Ly, họa sĩ dùng chiếc xe ngựa kéo này làm phương tiện giao thông để đi vẽ người và trực cảnh khắp đó đây. Dương Bích Liên được họa sĩ Hoàng Lập Ngôn nhập hội, lên xe lăn xuyên Việt.
Chiếc xe "Nhà Lăn Mê Ly" tưởng sẽ phiêu du đất trời dài lâu nhưng chỉ lăn được đến Thanh Hoá thì quan phủ sai người đi truy tìm. Người nhà quan phủ tìm ra "Nhà Lăn Mê Ly" và áp giải cậu công tử về nhà.
Sau chuyến lãng du mang tính chất số mệnh đó, Dương Bích Liên quyết định ghi tên theo học Trường Cao đẳng Mỹ thuật Đông Dương. Từ đây, Dương Bích Liên bắt đầu sự nghiệp hội họa.

### Thời kì sáng tác
Dương Bích Liên là một trong những học trò cuối cùng của trường Cao đẳng Mỹ thuật Đông Dương. Ông học khoa Hội họa, khóa XVIII (1944-1945).
Năm 1946, Dương Bích Liên và nhiều trí thức văn nghệ sĩ Hà Nội tham gia kháng chiến chống Pháp. Ông hoạt động ở đoàn kịch của Phạm Văn Khoa, Đoàn văn công của Nguyễn Xuân Khoát, vào Đoàn Văn hóa kháng chiến cùng với họa sĩ Tô Ngọc Vân, Thế Lữ..., làm báo " Vệ quốc đoàn".
Năm 1949, ông là một trong những họa sĩ đầu tiên được kết nạp Đảng tại vùng kháng chiến cùng một ngày với họa sĩ Mai Văn Hiến và nhà văn Trần Đăng.
Năm 1952, ông được giao trọng trách lên chiến khu sống gần và vẽ Chủ tịch Hồ Chí Minh. Tác phẩm Bác Hồ ở chiến khu Việt Bắc đoạt giải nhất Triển lãm mỹ thuật toàn quốc 1980 và hiện được bày ở Bảo tàng Mỹ thuật Việt Nam. Tác phẩm này được công nhận là Bảo vật quốc gia (số 21, đợt 6) năm 2017.

Bác Hồ ở chiến khu Việt Bắc, 100x180cm, sơn mài, 1980

Năm 1954, Dương Bích Liên trở về tiếp quản thủ đô. Được tổ chức biên chế vào "tổ sáng tác" cùng các họa sĩ Bùi Xuân Phái, Nguyễn Sáng...
Năm 1968, ông đi thực tế ở mỏ than Quảng Ninh cùng các họa sĩ: Nguyễn Tiến Chung, Bùi Xuân Phái, Nguyễn Tư Nghiêm, Nguyễn Sáng, Huỳnh Văn Gấm...
Giai đoạn sáng tác sung sức nhất của Dương Bích Liên là vào thập niên 70. Trong thời gian này, ông đã gửi các tác phẩm của mình tham dự triển lãm nhưng chúng sớm bị loại, như bức Hào và bức Bác Hồ nói chuyện với Vệ Quốc Quân. Riêng bức thứ 2, sau khi bị loại, người ta không còn thấy tăm tích tác phẩm này nữa. Bức tranh mô tả cảnh Hồ Chí Minh đang nói chuyện với người lính Vệ Quốc Quân ở trong Chiến khu Việt Bắc. Lý do bức tranh bị loại là họa sĩ đã vẽ người lính nhắm mắt trong khi vị lãnh tụ đang nói chuyện. Theo cách thanh minh của Dương Bích Liên, chỉ khi nào người ta extreme (cực sướng) thì người ta thường nhắm mắt. Nhưng vào thời thời đó, không ai dám nghe theo cách diễn giải của họa sĩ.
Người ta cho rằng ông đã tự ái và đau buồn vì sự lạnh nhạt của nhân thế đối với những tác phẩm của mình, thế nên về cuối đời ông đã gần như không có hứng thú sáng tác nữa.
Năm 1984, Nhà nước chính thức mời bộ tứ Nghiêm, Liên, Sáng, Phái tổ chức triển lãm cá nhân. Riêng Dương Bích Liên từ chối. Do vậy, lúc sinh thời, ông là một họa sĩ không có cuộc triển lãm nào cho riêng mình.

### Những ngày cuối đời
Dương Bích Liên mất tại số nhà 55A Bà Triệu vì trước đó đã có văn bản đổi cho Phan Kế An nhà của mình ở 72 Thợ Nhuộm. Ông chọn một cái chết lặng lẽ, không bệnh tật, không đau ốm mà tịch cốc không ăn chỉ uống rượu.
Trong những ngày cuối, nhà sưu tập Nguyễn Hào Hải và hai vợ chồng người cháu ruột (con của em trai ông) thường qua lại thăm nom bên cạnh họa sĩ. Sau khi Dương Bích Liên mất, Hào Hải đã có bài viết về 20 ngày cuối cùng của họa sĩ Dương Bích Liên đăng trên tạp chí Mỹ thuật.
Trước khi chết, Dương Bích Liên có một ước nguyện: "Sau này, trong cái ngày tiễn đưa tôi về bên kia thế giới, tôi không muốn có ai là người lớn, tôi muốn đưa tiễn tôi là một đứa bé ăn mặc thật đúng điệu. Chỉ có đứa bé ấy, đi lững thững bên chiếc xe ngựa chở cái xác không hồn của tôi ra nghĩa trang".
Dương Bích Liên mất khoảng 9h sáng ngày 12 tháng 12 năm 1988. Tối hôm trước đó, Nguyễn Hào Hải trò chuyện với họa sĩ gần 2h đêm mới trở về nhà. Phan Kế Bảo, người hàng xóm của họa sĩ lên gọi cửa không còn nghe thấy tiếng họa sĩ trả lời, nhòm qua khe cửa thấy cánh tay của họa sĩ buông thõng xuống giường. Ông vội vã báo tin cho hai vợ chồng người cháu và lên Viện Triết học báo tin cho Nguyễn Hào Hải.
Đám tang của Dương Bích Liên người ta không thể làm theo ý nguyện của ông. Vài tháng sau khi họa sĩ mất, các nhà làm phim dựng lại toàn bộ đám tang của người bạn tri âm tri kỷ mà họ yêu mến. Trong phim, có một bé trai ăn mặc điệu theo kiểu châu Âu, lững thững sau xe ngựa chở cỗ quan tài, vừa đi vừa rắc những cánh hoa xuống hai ven đường, trong khung cảnh của trời chiều mùa thu.

## Con người
Trong nhóm tứ kiệt Nghiêm, Liên, Sáng, Phái, Dương Bích Liên ít được nhiều người biết đến bởi ông đã "tự nguyện chọn tiếng im lặng của hội họa làm bản thân". Ông sống cô đơn, thu mình lặng lẽ, trốn chạy chính mình và trốn chạy những khát vọng.
Dương Bích Liên sống không vợ con và ít bạn hữu. Căn nhà nhỏ ở 55 Bà Triệu của ông trống không, đồ đạc chỉ một chiếc giường nhỏ quanh năm phủ ga trắng muốt, một chiếc võng và một bàn một ghế độc nhất. Sinh thời, ông có rất ít bạn thân ngoại trừ Bùi Xuân Phái và Nguyễn Sáng.
Nhà phê bình Phan Cẩm Thượng viết về Dương Bích Liên:
"Nếu cùng thời với các danh hoạ hàng đầu Trường Đông Dương, chắc ông còn mơ mộng hơn họ, bởi phẩm chất mơ mộng chiếm toàn bộ nghệ thuật của ông, dù đôi lúc trược trình bày dưới vẻ khắc nghiệt. Ông không bám vào một cảnh trí như Bùi Xuân Phái, không trầm kha vào các ý tưởng số phận như Nguyễn Sáng, mà tinh tế đứng bên ngoài cái mình vẽ ra vừa như là một sự kiện hiện hữu có thực, vừa như chuyện bịa, cảnh nằm mơ".
Họa sĩ Dương Bích Liên là người dành cả cuộc đời cho nghệ thuật đến mức lơ đãng và quên chính bản thân mình.

## Sự nghiệp
Dương Bích Liên là một họa sĩ cách mạng đầu tiên trong làng hội họa Việt Nam. Là một họa sĩ tài ba, tâm huyết, Dương Bích Liên rất say mê vẽ, ngay cả trong những ngày chiến tranh phá hoại của giặc Mỹ diễn ra ác liệt nhất, ông cũng không rời giá vẽ. Sự nghiệp hội họa của Dương Bích Liên là một tài sản quý của kho tàng Mỹ thuật Việt Nam.
Năm 2000, họa sĩ Dương Bích Liên được Nhà nước phong tặng Giải thưởng Hồ Chí Minh về Văn học Nghệ thuật (đợt II).

### Quan điểm nghệ thuật
Dương Bích Liên không có ý dày công cất giữ những sáng tạo của mình. Khi chết, ông muốn được đốt hết những bức tranh đã vẽ. Tác phẩm của ông còn lại ngày hôm nay là hàng trăm bức tranh, chủ yếu là do bạn bè quý mến ông và nâng niu cất giữ.

### Trường phái hội họa
Dương Bích Liên dày công nghiên cứu các phong cách, trào lưu nghệ thuật thế giới. Ông thiên về vẽ chân dung, rất nổi tiếng với đề tài thiếu nữ. Mọi chất liệu đều được ông thể hiện nhuần nhuyễn, độc đáo, siêu thoát đặc biệt là các thể loại sơn mài, sơn dầu, phấn mầu và chì than.

### Đề tài
Nhìn vào sự nghiệp sáng tác của ông có đến 2/3 tác phẩm về đề tài phụ nữ, trong đó có những tác phẩm là tuyệt tác của hội họa Việt Nam hiện đại, với hành ngữ của giới mộ điệu: " Phố Phái, Gái Liên".
Dương Bích Liên dành nhiều sáng tác cho đề tài thiếu nữ với bao tình cảm ưu ái, say mê và trìu mến nhất. Các nhân vật nữ luôn là những nguồn cảm hứng, những hình ảnh trung tâm của những biểu cảm thẩm mỹ và lý tưởng thẩm mỹ. Chân dung thiếu nữ của ông rất đa dạng, là những cô gái đẹp ông nhận ra và bắt gặp trong cuộc sống đời thường, mang một ánh sáng dung dị, thánh thiện trong trẻo.

### Tác phẩm nổi tiếng
- Đi học đêm.(sơn dầu)
- Ngày mùa. (sơn dầu)
- Chiều vàng. (sơn mài)
- Chiều biên giới.
- Lều hoang.
- Dĩ vãng.
- Hai em bé bên sông Hồng.
- Bác Hồ ở chiến khu Việt Bắc (1980)
- Hào.
- Đi cấy sau mùa lũ.

#### Chân dung Thiếu nữ
- Thiếu nữ và hoa cúc trắng.
- Thiếu nữ và hoa phong lan.
- Thiếu nữ bên hồ.
- Thiếu phụ.
- Chân dung.
- Tuyết Mai.
- Gửi lời chào Jacqueline Picasso.